# ستيف وليامز
ستيف وليامز (بالإنجليزية: Steve Williams)‏ (12 يوليو 1958 المملكة المتحدة - ) هو لاعب كرة قدم بريطاني يلعب كلاعب وسط.

## مسيرته الكروية
لعب ستيف وليامز خلال مسيرته الاحترافية مع 5 أندية في عشرون موسمًا وسجل خلالها 23 هدفًا ضمن 463 مباراة. حيث فاز في موسمين بالكأس ولم يفز بأي دوري.
خاض ستيف وليامز مسيرته مع نادي ساوثهامبتون في موسم 1975–76 ليلعب معه عشرة مواسم، مشاركًا في 278 مباراة سجل خلالها 18 هدفًا. ثم انتقل إلى نادي أرسنال في موسم 1984–85 ليلعب معه أربعة مواسم، حيث شارك في 95 مباراة سجل خلالها 4 أهداف. لينتقل بعدها إلى نادي لوتون تاون في موسم 1988–89 واستمر معه طيلة ثلاثة مواسم، مشاركًا في 40 مباراة سجل خلالها هدفًا واحدًا. ثم انتقل إلى نادي إكزتر سيتي في موسم 1991–92 ولمدة موسمين، مشاركًا في 48 مباراة ولم يسجل أي هدف. هذا وانتقل لاحقًا إلى نادي ديري سيتي في موسم 1993–94 لمدة موسم واحد، مشاركًا في مباراتين ولم يسجل أي هدف أيضًا.

## روابط خارجية
- ستيف وليامز على موقع قاعدة بيانات كرة القدم.إي يو (الإنجليزية)
- ستيف وليامز على موقع ناشيونال فوتبول تيمز (الإنجليزية)
- ستيف وليامز على موقع عالم كرة القدم.نت (الإنجليزية)